# Björn Meyer-Schomann
Björn Meyer-Schomann (* 29. Oktober 1970 in Oldenburg) ist ein deutscher ehemaliger Basketballspieler. Der 2,00 Meter große Flügelspieler war unter anderem in der Basketball-Bundesliga für Braunschweig, Bayreuth, Rhöndorf und Hamburg aktiv. Zudem spielte er in der deutschen Junioren- und Bundeswehr-Nationalmannschaft.

## Laufbahn
Meyer-Schomann, der zu Spielerzeiten den Spitznamen „BJ“ erhielt, begann im Alter von sechs Jahren mit dem Basketball, betrieb aber auch Schwimmen auf Leistungsniveau, ehe er sich mit 13 Jahren auf Basketball konzentrierte. Er wuchs in Oldenburg auf und spielte beim Oldenburger TB. In der A-Jugend wurde er mit dem OTB Dritter der deutschen Meisterschaft. 1988 ging er für ein Jahr in die Vereinigten Staaten und spielte im Bundesstaat Kalifornien an einer High School.
Nach seiner Rückkehr schaffte er den Sprung in den Oldenburger Zweitligakader. Nach dem Abitur leistete er seinen Wehrdienst ab und spielte in der Bundeswehr-Nationalmannschaft. Meyer-Schomann wechselte 1991 zum Bundesliga-Aufsteiger SG Braunschweig und 1992 zur BG Steiner Bayreuth, mit der er in seiner ersten Saison unter Trainer Tom Schneeman Meister der 2. Bundesliga Süd wurde und in die Bundesliga aufstieg.
1995 ging er von Bayreuth zum Bundesliga-Konkurrenten Rhöndorfer TV, für den er auch im Europapokalwettbewerb EuroCup spielte. 1998 wechselte Meyer-Schomann zum BCJ Hamburg und stieg mit den „Tigers“ in der Saison 1998/99 in die Bundesliga auf. Beim BCJ spielte er bis 2001 und anschließend noch unterklassig bei der Halstenbeker Turnerschaft sowie der BG Hamburg West.
Neben seiner Basketball-Karriere absolvierte Meyer-Schomann ein Jurastudium und wurde nach dem Abschluss als Rechtsanwalt tätig.